# Roman Woźniak (szopkarz)
Roman Woźniak (ur. 1951 w Krzeszowie) – szopkarz krakowski, z zawodu ceramik. W konkursie szopek krakowskich uczestniczy (z przerwami) od 1993 roku. Laureat pierwszej nagrody w roku: 1994, w roku 1993, 1998 i 2002 otrzymał II nagrodę, w roku 2009 – III, a w roku 2024 – II. Specjalizuje się w szopkach dużych. Jego dzieła znajdują się w kolekcji Muzeum Historycznego Miasta Krakowa.
W 2025 został odznaczony Złotym Krzyżem Zasługi.